# Mélissa Gouali
Mélissa Gouali, née le 3 mai 2003 à Marseille, est une joueuse internationale algérienne de handball évoluant au poste de gardien de but,,. 

## Biographie
Elle dispute le championnat d'Afrique 2024 avec l'équipe nationale d'Algérie.

## Palmarès
- En équipe nationale d'Algérie
  - 8e place au Championnat d'Afrique 2024